# あさぎ色の伝説
『あさぎ色の伝説』（あさぎいろのでんせつ）は、和田慎二による日本の漫画作品。1976年から1990年に『LaLa』と『花とゆめEPO』（いずれも白泉社）で連載された。

## 概要
『LaLa』1976年9月号（創刊号）に読み切り作品として掲載。『LaLa』同年11月号から1978年8月号に連載の後、『花とゆめEPO』1988年5月号から1990年3月号まで連載。単行本は、花とゆめコミックスから全4巻が発行された。未完。
新撰組の沖田総司を主役に、試衛館時代から京へ上洛し新撰組を結成するまでを描いた作品。芹沢鴨粛清後の新撰組結成後の物語も断片的に描かれている。単行本には池田屋襲撃を含む新撰組の年譜が掲載され、戊辰戦争の土方歳三の姿のカットなどが掲載されたが、それらの史実は描かれておらず、専ら沖田たちを主役にしたフィクションのドラマが中心となっている。
コミックスは何種類か出ていて、花とゆめコミックス全4巻が標準となっているが、4巻目はそれまでのコミックスより10年以上空いての刊行となっていてあまり知られなかったうえ、和田慎二と対立した白泉社の単行本は全て絶版となり、入手しづらい状況になっていた。
2019年8月、秋田書店から複数作家によるイラストも収録して『あさぎ色の伝説試衛館の鷹　和田慎二傑作選（ISBN 9784253107846）』として刊行された。

## ストーリー
貧乏剣術道場・試衛館に引き取られて育った沖田総司は、初めての女郎遊び、人斬り、麻疹の罹病と母との死別、道場破りとの私闘などを経て、物の怪に導かれるまま、清河八郎の言葉に乗り、試衛館の近藤勇・土方歳三・山南敬助・原田左之助・永倉新八・藤堂平助・井上源三郎、そして斉藤一らと共に京都に向かう。道中で芹沢鴨一派と一悶着が起きるが、逆にそれを機に沖田らは芹沢たちと結びついていき、倒幕に動く清河たちと袂を分かち、沖田たちと芹沢たちは新撰組を結成していく。

## キャラクター
沖田総司
幼名・宗次郎。ひらめ顔。剣の腕は試衛館随一。純情で子供っぽく、女性には弱い。天真爛漫で物怖じしない性格で、ニヒルな土方歳三をからかったり、豪傑・芹沢鴨に気に入られたりする、本作の主人公。
土方歳三
ニヒルで喧嘩好きの美形。沖田の兄貴分に近いポジションだが、詠んでいる俳句をからかわれたり、悪戯されたり、沖田とは半分漫才コンビの相方となっている。なお、本作では試衛館時代から既に、後の肖像写真のような、短めの総髪である。
近藤勇
試衛館のリーダー。無口で照れ屋な無骨者だが、正反対の土方とは馬が合う。
山南敬助
試衛館きっての知識人で温和な性格だが、思想面で土方と対立し、新撰組結成後は次第に閑職に追いやられていく。外見は和田作品『パパ』シリーズのパパそのものである。
原田左之助・永倉新八・藤堂平助
主に三枚目担当。
井上源三郎
試衛館の最年長者。貧乏道場の賄いを担当しており、近隣では試衛館の食客や居候たちが揃って頭が上がらないことから腕が立つと噂されていた。
斉藤一
謎の居候かつ風来坊。
芹沢鴨
鉄扇を振り回す、巨漢の豪傑。自尊心が高く乱暴だが、沖田のことを気に入り、清河と袂を分かって京に残り、新撰組を結成する事にする。新撰組ものにしては珍しく、豪快で魅力的な人物として描かれており、芹沢の知己の娘が仇討ちを狙うエピソードが描かれた。
新見錦
芹沢の参謀格。土方とは互いに一目置いている。

## 書誌情報
いずれも「花とゆめ」コミックス版。
- 第1巻：ISBN 978-4592110484、1979年。
- 第2巻：ISBN 978-4592110491、1979年。
- 第3巻：ISBN 978-4592110507、1979年。
- 第4巻：ISBN 978-4592111603、1990年。